# Sarcotachina umbrinervis
Sarcotachina umbrinervis är en tvåvingeart som beskrevs av Villeneuve 1910. Sarcotachina umbrinervis ingår i släktet Sarcotachina och familjen köttflugor.
Artens utbredningsområde är Tunisien. Inga underarter finns listade i Catalogue of Life.